# Braren
Braren ist ein patronymisch gebildeter nordfriesischer Familienname. Als Genitivform bezog sich der Name ursprünglich auf einen Vater namens Brar und bedeutete „Brars Sohn/Tochter“.

## Namensträger
- Hinrich Braren (Hinrich Brarens; 1751–1826), Kapitän, Lotseninspektor und Navigationslehrer
- Jan Braren (* 1968), deutscher Drehbuchautor
- Lorenz Braren (1886–1953), deutscher Konstrukteur, Unternehmer und Ahnenforscher
- Oluf Braren (1787–1839), deutscher Maler und Vertreter der naiven Malerei